# Вербицький Микола Пилипович
Микола Пилипович Вербицький (11 червня 1924, село Французьке, тепер село Лисогірка Кодимської міської громади Подільського району Одеської області — ?) — молдавський радянський діяч,  голова аграрно-промислового об'єднання Молдавської РСР із тютюну («Молдтютюнпром»). Член ЦК КП Молдавії в 1963—1966 роках. Кандидат у члени ЦК КП Молдавії в 1981—1986 роках. Депутат Верховної Ради Молдавської РСР 6-го, 10—11-го скликань. Кандидат економічних наук.

## Біографія
Народився в селянській родині. У 1941—1944 роках — сільськогосподарський робітник.
У квітні 1944 — 1948 року — в Червоній армії, учасник німецько-радянської війни. Служив мінометником та розвідником-спостерігачем 1-ї мінометної роти 1-го стрілецького батальйону 356-го гвардійського стрілецького полку 107-ї гвардійської стрілецької дивізії 2-го Українського фронту. У 1944 році вступив до комсомолу.
У 1948—1950 роках — старший податковий інспектор Долинського районного фінансового відділу Одеської області; вчитель середньої школи.
Член ВКП(б) з 1949 року.
У 1950—1955 роках — помічник 1-го секретаря Кишинівського районного комітету КП Молдавії.
У 1955—1958 роках — завідувач організаційного відділу, секретар Резинського районного комітету КП Молдавії.
У 1958—1959 роках — завідувач організаційного відділу, секретар Саратського районного комітету КП України Одеської області.
У 1959 році закінчив Вищу партійну школу при ЦК КПРС у Москві.
У 1959—1960 роках — інструктор організаційного відділу Управління справами Ради міністрів Молдавської РСР.
У 1960—1962 роках — заступник голови виконавчого комітету Сороцької районної ради депутатів трудящих; головний державний інспектор Міністерства заготівель Молдавської РСР по Сороцькому району.
У 1962 році — 1-й секретар Лазовського районного комітету КП Молдавії.
У 1962—1965 роках — секретар парткому Флорештського виробничого колгоспно-радгоспного управління Молдавської РСР.
У 1963 році закінчив заочно Кишинівський державний університет імені Леніна. У 1965 році закінчив заочно Кишинівський державний політехнічний інститут імені Лазо.
У 1965—1972 роках — начальник Управління кадрів та навчальних закладів Міністерства харчової промисловості Молдавської РСР.
У 1972—1977 роках — генеральний директор виробничого об'єднання «Молдтютюнпром».
2 грудня 1977 — 1986 року — голова аграрно-промислового об'єднання Молдавської РСР із тютюну («Молдтютюнпром»).
Подальша доля невідома

## Звання
- старший лейтенант

## Нагороди
- орден Жовтневої Революції
- орден Трудового Червоного Прапора
- орден Слави ІІІ ст. (25.05.1945)
- медаль «За взяття Відня» (1945)
- медаль «За перемогу над Німеччиною у Великій Вітчизняній війні 1941—1945 рр.» (1945)
- медалі
- Заслужений працівник сільського господарства Молдавської РСР